# Templeton Pek
Templeton Pek est un groupe britannique de punk rock, originaire de Birmingham, en Angleterre.

## Histoire
Le groupe est formé en 2005 à Birmingham et commence également sa carrière dans cette ville, où il enregistre ensuite le single What Are You Waiting for et l'EP Slow Down for Nothing. En été 2011, ils jouent en première partie de Rise Against lors de leur tournée européenne.
Début 2013, le groupe annonce avoir terminé l'enregistrement de son nouvel album Signs,,. L'album est enregistré à New York sous la direction du producteur Shep Goodman. Le groupe annonce sur son site web : « On est ravis d'annoncer enfin la sortie de notre tout nouvel album Signs [...] Il s'agit d'une collection de chansons qui, selon nous, représente parfaitement notre son et nous-mêmes, tant pour les habitués du groupe que pour les nouveaux publics. » Signs sort dans le monde entier le 29 avril 2013. 
Le quatrième album du groupe, New Horizons, est enregistré à Hermosa Beach et mixé par Cameron Webb. Il sort le 24 juillet 2015 sur le label Hardline Entertainment. Fin 2015, le groupe part en tournée européenne en soutien à Millencolin. 
En février 2018, le groupe sort son cinquième album studio, Watching the World Come Undone, duquel est extrait notamment le troisième single The Awakening qui a été clippé. L'album attire l'intérêt de la presse spécialisée,,. 
En 2021, ils soutiennent Strung Out pour leur tournée européenne.

## Discographie

### Albums studio
- 2009 : No Association (Avasonic)
- 2011 : Scratches and Scars (Long Beach Records)
- 2013 : Signs (Century Media Records)
- 2015 : New Horizons (Hardline Entertainment)
- 2018 : Watching the World Come Undone (Drakkar Entertainment)

### Singles
- 2011 : What Are You Waiting for

### EP
- 2011 : Slow Down for Nothing (Century Media Records)